# Сайли
Сайли́ (каз. Сайлы) — станційне селище у складі Кербулацького району Жетисуської області Казахстану. Входить до складу Жоламанського сільського округу.
Населення — 6 осіб (2021; 13 у 2009, 24 у 1999).